# Lepidomyia trilineata
Lepidomyia trilineata är en tvåvingeart som först beskrevs av Hull 1941.  Lepidomyia trilineata ingår i släktet Lepidomyia och familjen blomflugor. Inga underarter finns listade i Catalogue of Life.